# Conure à gros bec
Rhynchopsitta pachyrhyncha
Espèce
Statut de conservation UICN

 EN C2a(ii) : En danger
Statut CITES
La Conure à gros bec ou Perroquet à gros bec (Rhynchopsitta pachyrhyncha) est une espèce d'oiseau appartenant à la famille des Psittacidae.

## Description
Cet oiseau mesure environ 38 cm. Il possède un corps robuste et trapu. Son plumage est vert avec des marques rouges sur le front, au-dessus des yeux, aux épaules et sur les culottes. Les cercles oculaires sont jaunâtres et les iris orange. Le bec est noir et les pattes grises.
La coloration rouge est moins étendue et le bec est grisâtre chez le juvénile.

## Répartition
Son aire dissoute s'étend à travers la Sierra Madre occidentale (Mexique).